# Москвін Станіслав Васильович
Москвін Станіслав Васильович (19 січня 1939) — російський велогонщик.
Бронзовий призер Олімпійських Ігор 1960 року в командній гонці переслідування, учасник 1964, 1968 років.
Чемпіон світу з велоперегонів на треку 1963 (командна гонка переслідування), 1965 (командна гонка переслідування), 1967 (командна гонка переслідування), 1969 (командна гонка переслідування) років, срібний призер 1963 (індивідуальна гонка переслідування), 1965 (індивідуальна гонка переслідування) років, бронзовий призер 1962 (командна гонка переслідування), 1964 (командна гонка переслідування), 1970 (командна гонка переслідування) років.